# Ridolfo Ghirlandaio

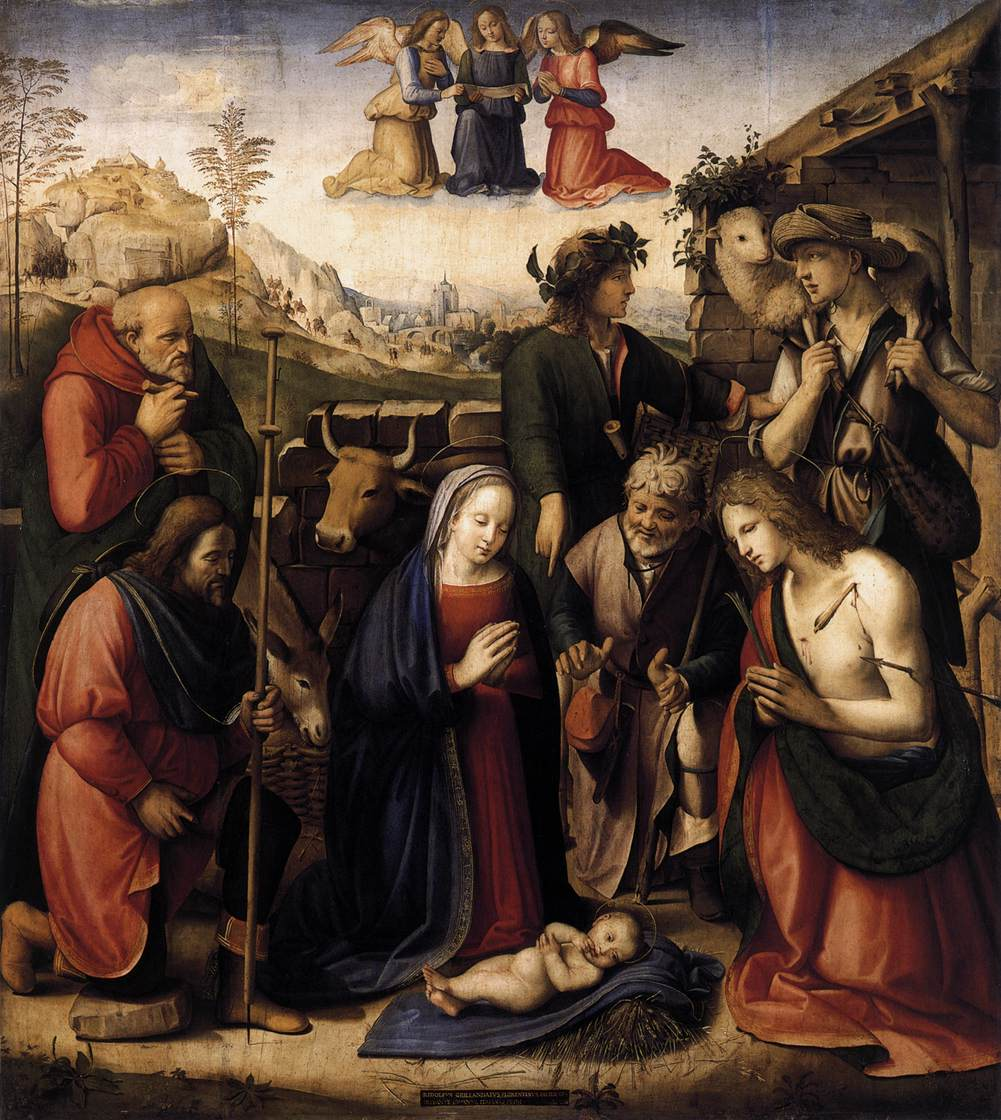
A Adoração dos Pastores

Ridolfo Ghirlandaio ou Ghirlandajo (Florença, 4 de fevereiro de 1483 † 6 de janeiro de 1561) foi um pintor italiano do Renascimento, que trabalhou principalmente em Florença. Era filho de Domenico Ghirlandaio.
Foi criado por seu tio, Davide Ghirlandaio, também pintor. Estudou com Fra Bartolomeo. 
Suas obras entre as datas de 1504 e 1508 são marcadas pelas influências de Fra Bartolomeo e Rafael, de quem era amigo. Em Florença, tornou-se um conhecido pintor de altares, afrescos e retratos. 
Era famoso pela execução de pinturas de grandes cenas para ocasiões públicas, como o casamento de Giuliano de' Medici e a entrada do papa Leão X na cidade, em 1515. A partir de 1527, seu trabalhou entrou em declínio, mas já nesse tempo tinha acumulado uma grande fortuna para sua família de quinze filhos. Seus filhos se tornaram comerciantes na França e em Ferrara. Na velhice, foi acometido com gota. 
Ghirlandaio executou muitos altares, com a ajuda de seu aluno favorito, Michele Tosini (Michele di Ridolfo). Outros alunos foram Mariano da Pescia e Carlo Portelli da Loro.